# Triviale groep
In de groepentheorie, een onderdeel van de wiskunde, is een triviale groep een groep, die slechts uit één enkel element bestaat. Aangezien alle groepen met slechts 1 element onderling isomorf zijn, spreekt men vaak van de triviale groep. Het enkele element van de triviale groep, dat wordt aangeduid met e, 1, of 0, is het neutrale element.
Elke triviale groep is abels en cyclisch. De triviale groep wordt vaak geschreven als Z1 of simpeler als 0, 1, of e.
De deelgroep van een groep G die alleen uit het neutrale element bestaat (en dus de triviale groep is) wordt de triviale deelgroep van G genoemd.
De triviale groep moet niet worden verward met de lege verzameling (deze heeft geen elementen en kan daarom, aangezien een neutraal element ontbreekt, geen groep zijn). De triviale groep dient als het nulobject in de categorie van groepen. (De categorie van verzamelingen, heeft aan de andere kant geen nulobjecten; de lege verzameling dient alleen als een initieel object, terwijl de singleton verzameling als een terminaal object fungeert).